# Torvet (Nykøbing Falster)
 For alternative betydninger, se Torvet. (Se også artikler, som begynder med Torvet)
Torvet er den største og mest befærdede plads i Nykøbing Falster. Torvet kan føres tilbage til det middelalderlige Nykøbing, og det ligger, hvor adskillige gamle gader fra middelalderen mødes, heriblandt gågaden, der er den centrale shoppinggade, der forbinder torvet området omkring vandtårnet og Klosterkirken.
I 1935 åbnede tobaksfabrikken E. Nobel i en ny bygning på Torvet, tegnet af C. E. Dam, og opført efter de mest moderne metoder i stål og beton og luftkonditionering til styring af varme og luftfugtighed. Fabrikken eksisterede frem til 1974, hvor den blev flyttet ud i industrikvarteret i den nordlige del af byen. Herefter blev bygningen brugt af Told & Skat. I dag bliver den brugt til fitnesscenter.

På torvet findes et springvand kaldet "Bjørnebrønden" efter bjørnen som står over vandet. Statuen er udført af Mogens Bøggild i 1939 og er hugget i granit for at mindes zaren Peter den Store der gæstede byen i 1716. Optagelser af indvielsen af springvandet findes i 400 Aars Festen i Nykøbing F..
Tidligere stod der også et springvand, der i folkemunde kaldtes "kanonen". Der findes flere butikker og cafeer på pladsen, hvor der er udeservering om sommeren.
Der afholdes desuden forskellige kulturbegivenheder på Torvet. Under Nykøbing Falster Festuge bruges det til forskellige arrangementer, men især til koncerter. I sommerhalvåret afholdes der torvedage, og loppemarkeder og ved juletid opstilles der juletræ på torvet ligesom man har haft julemarked der.
Czarens Hus, der er blandt byens ældste bygninger, ligger ud til torvet og rummer bymuseet Falsters Minder, en restaurant og byens turistinformation.
Torvet er en del af en historisk gåtur, som Museum Lolland-Falster har etableret i byen, der tager brugerne forbi de vigtigste historiske steder.
I 2013 vedtog kommunalrådet en fornyelse og renovering af Torvet, og der blev hurtigt afsat 400.000 kr til projektet. Der blev udskrevet en arkitektkonkurrence til projektet som en lokal arkitekttegnestue vandt.
I 2019 fandt arkæologer fra det lokale museum resterne af en bageovn fra 1500-tallet under belægningen i forbindelse med renovering af Torvet. Her fandt man også en guldring, der blev betegnet som et "meget sjældent og usædvanligt fund" af arkæologer fra museet.